# Simon Curtis
Simon Curtis (n. en Míchigan, 18 de marzo de 1986) es un actor y cantante estadounidense.
Originario de Tulsa, Oklahoma, saltó a la fama al participar en el musical del canal Nickelodeon, Spectacular!. Tras participar en dicha película, lanzó su carrera solista con el EP Alter boy, seguido por su álbum de estudio, 8-bit heart en 2010. En 2011, lanza su segundo disco RΔ.

## Biografía

### Infancia
Simon Curtis nació en el estado de Míchigan, en los Estados Unidos, pero fue criado en Tulsa, Oklahoma. A los diez años, se le diagnosticó leucemia, tras lo cual recibió un duro tratamiento de quimioterapia, que no le impidió participar en la gira nacional del musical Joseph and the Amazing Technicolor Dreamcoat.

### Inicios
Curtis ganó el concurso «Get Famous» de la revista Popstar! junto al productor musical Johnny Wright. Fue también finalista en el “Britney Spears Samsung Superstar Tour”, realizado por Disney para crear una canción para los eventos de Disneyland. En su natal Oklahoma fue declarado «embajador musical» y ganó el premio a presentación destacada de la Universidad de Tulsa.
Tras participar en al menos siete operas y musicales profesionales al año, Simon Curtis empezó a incursionar en la música pop inspirado por artistas de la época como Britney Spears y 'N Sync. A los quince años, Curtis grabó sus primeros demos y los presentó a productores musicales quienes, pese a alabar su presencia escénica, le dijeron que su voz parecía la de un niño de Broadway. Tras esos comentarios, Curtis comenzó a tomar clases para agravar su voz y dejó de participar en musicales. Al año siguiente, ya puliendo su estilo, produjo un nuevo demo y participó por primera vez en la composición de sus temas. A los 19 años, fue invitado por su productor a vivir en Los Ángeles para poder desarrollar su carrera.
A los veinte años de edad, comenzó el proceso de grabación de su primer EP independiente, denominado Alter boy. De forma simultánea, Curtis participó en la creación de un tema para un evento de Disneyland. El tema, llamado Flashback, se convirtió posteriormente en un sencillo caritativo para la Sociedad contra la Leucemia y Linfomas de América.
En 2010 anunció que no iba a volver a la actuación nunca más porque su futuro es ser un cantante.

### Despegue
Curtis hizo su debut televisivo en el rol del antagonista Royce Du Lac en el musical Spectacular! de la cadena Nickelodeon durante el año 2009. Ese mismo año tuvo una aparición en la serie Hannah Montana.
A fines de 2009, Curtis retomó su carrera como solista. En un plazo de trece días, escribió y grabó su primer disco solista, 8-bit heart. El disco grabado de forma independiente, fue lanzado de forma gratuita en su sitio web, siendo descargado más de 150.000 veces en las primeras dos semanas de lanzamiento. El disco fue recibido positivamente por la crítica musical por su innovadora mezcla de música sintetizada y dance-pop.
En 2011, Curtis comenzó a trabajar en su segundo álbum, titulado RΔ. El primer sencillo, Superhero fue lanzado el 16 de mayo en iTunes, siendo seguido por Flesh algunas semanas después. RΔ fue finalmente lanzado el 7 de junio de 2011. Pese a no tener promoción, el álbum alcanzó un importante número de ventas en iTunes y Amazon, debutando en el puesto 19 de la lista Dance/Electronic Albums de Billboard. Días después de su lanzamiento, Curtis firmó por el sello británico para su representación internacional.

## Discografía

### Álbumes
| Año  | Álbum                                                                                              | Info                             | Pos.    | Pos.  |
| Año  | Álbum                                                                                              | Info                             | Hot 100 | Dance |
| ---- | -------------------------------------------------------------------------------------------------- | -------------------------------- | ------- | ----- |
| 2006 | Alter boy Lanzamiento: 2006 Sello independiente                                                    | Extended play.                   | —       | —     |
| 2009 | Spectacular!: Original Television Soundtrack Lanzamiento: 3 de febrero de 2009 Nickelodeon Records | Banda sonora (En 5 de 12 temas). | 44      | —     |
| 2010 | 8-bit heart Lanzamiento: 23 de marzo de 2010 Sello independiente                                   | Descarga digital gratuita.       | —       | —     |
| 2011 | RΔ Lanzamiento: 7 de junio de 2011 BoyRobot Records                                                |                                  | —       | 19    |

### Sencillos
| 2010 | Delusional               | 8-bit heart | — |
| 2010 | Diablo                   | 8-bit heart | — |
| 2010 | 8-bit heart              | 8-bit heart | — |
| 2010 | The dark (junto a Jay-Z) | 8-bit heart | — |
| 2011 | Superhero                | RΔ          | — |
| 2011 | Flesh                    | RΔ          | — |

## Filmografía
| Cine                 | Cine           | Cine         | Cine                            |
| Año                  | Película       | Rol          | Notas                           |
| -------------------- | -------------- | ------------ | ------------------------------- |
| 2009                 | Spectacular!   | Royce Du Lac | Película para canal Nickelodeon |
| Series de televisión |                |              |                                 |
| Año                  | Título         | Rol          | Notas                           |
| 2009                 | Hannah Montana | Tim          | "Un, dos, tres veces asustada"  |